# Gesetz zur Neugliederung von Gemeinden des Landkreises Rees
Das Gesetz zur Neugliederung von Gemeinden des Landkreises Rees vom 24. Juni 1969 wurde am 30. Juni 1969 im Gesetz- und Verordnungsblatt verkündet und gliederte zum 1. Juli 1969 einige Gemeinden im damaligen Landkreis Rees neu.
Der entsprechende Gesetzesentwurf wurde von der Landesregierung am 29. April 1969 in den Landtag eingebracht und dort am 13. Mai 1969 in erster und am 10. Juni 1969 in zweiter und dritter Lesung beraten und unverändert beschlossen.
Das Gesetz betraf dabei lediglich einige Gemeinden des Kreises, nämlich die Städte Emmerich, Rees und Wesel, die Ämter Elten – ohne die Gemeinde Elten –, Rees-Land und Vrasselt sowie die Gemeinden Flüren und Obrighoven-Lackhausen. Es handelte sich weitgehend um freiwillige Zusammenschlüsse aufgrund entsprechender – zumeist einstimmiger – Beschlüsse der jeweiligen Stadt- und Gemeinderäte; lediglich die Gemeinde Obrighoven-Lackhausen lehnte die Neugliederung ab. Die Stadt Emmerich wurde mit den Gemeinden des Amtes Elten und den nördlichen Gemeinden des Amtes Vrasselt zu einer neuen Stadt gleichen Namens zusammengeschlossen. In die Stadt Rees wurde der südliche Teil des Amtes Vrasselt und das Amt Rees-Land eingegliedert. Die Stadt Wesel wurde mit den zwei unmittelbar westlich und östlich angrenzenden Gemeinden Flüren und Obrighoven-Lackhausen zusammengeschlossen.

## Kurzbeschreibung
| I. Abschnitt  | Gebietsänderungen im Bereich der Gemeinden |
| ------------- | --- |
| § 1           | Zusammenschluss der Stadt Emmerich und der Gemeinden Borghees, Hüthum, Klein-Netterden, Dornick, Praest und Vrasselt zur neuen Stadt Emmerich, Auflösung der Ämter Elten und Vrasselt |
| § 2           | Eingliederung von Bergswick, Esserden, Reesereyland, Reeserward, Speldrop, Bienen, Grietherbusch und Grietherort in die Stadt Rees, Auflösung des Amtes Rees-Land                     |
| § 3           | Zusammenschluss der Stadt Wesel und der Gemeinden Flüren und Obrighoven-Lackhausen zur neuen Stadt Wesel                                                                              |
| II. Abschnitt | Schlussbestimmungen |
| § 4           | Bestätigung der Gemeindezusammenschlüsse |
| § 5           | Auflösung des Reeser Stadtrats |
| § 6           | Zuordnung zu den Amtsgerichten |
| § 7           | Inkrafttreten am 1. Juli 1969 |

## Spätere Neugliederungsgesetze
Durch das Niederrhein-Gesetz wurde der Kreis Rees zum Jahresende 1974 aufgelöst. Während Emmerich und Rees Teil des neuen Kreises Kleve wurden, wurden die übrigen Gemeinden in den neuen Kreis Wesel eingegliedert. Ferner fanden dadurch weitere Gebietsveränderungen auf Gemeindeebene statt, die alle drei durch das Rees-Gesetz neugegliederten Städte betrafen.